# Spoorlijn Bazel - Zürich
De Spoorlijn Bazel - Zürich ook wel Bözberglinie genoemd is een Zwitserse spoorlijn tussen de stad Bazel, over Pratteln - Rheinfelden - Stein-Säckingen - Frick - Bözbergtunnel - Brugg en de stad Zürich.

## Geschiedenis
In 1836 mislukte door ontbreken van financiële middelen de bouw van een spoorlijn van Zürich naar Bazel over Laufenburg. Het trajectdeel tussen Zürich en Baden werd op 9 augustus 1847 door de legendarische Spanisch-Brötli-Bahn geopend. Het project werd voortgezet over Brugg door de Bözberg naar Bazel met steun van het kanton Aargau.
Dit traject diende als alternatief voor de in 1858 geopende Hauensteinlinie van de Schweizerische Centralbahn . Tussen Bazel en Pratteln maakten de treinen gebruik van het traject van de Centralbahn en tussen Brugg en Zürich maakten de treinen gebruik van het traject van de Schweizerischen Nordostbahn. Het traject werd enkelsporig met een helling van max. 14‰ aangelegd.
De Bötzbergbahn (BöB) werd opgericht door de Schweizerische Nordostbahn en de Schweizerische Centralbahn.
In 1895 werd het aantal sporen tussen Pratteln en Stein-Säckingen verdubbeld. Pas na de overname van de Bözbergbahn door de SBB op 1 januari 1902 volgde verdere spoorverdubbeling namelijk op 1 november 1904 tussen Stein-Säckingen en Frick.
In april 1905 werd het aantal sporen tussen Schinznach-Dorf en Brugg verdubbeld en in september 1905 volgde het deel van Schinznach-Dorf door de tunnel naar Effingen en naar Frick.
Tussen Bazel en Pratteln maakt de Bözberglinien gebruik van het snelspoor dat ook door de Hauensteinlinie bereden wordt. In 2003 werd dit druk bereden traject deels ontlast door de opening van de Adlertunnel tussen Muttenz en Liestal.

### Bözbergtunnel
Op 2 augustus 1875 werd de 2526 meter lange Bözbergtunnel in gebruik genomen. Deze tunnel maakte dat het traject 8 kilometer korter werd.
Op 9 maart 2016 werd bij Schinznach-Dorf de eerste schop in de grond gezet voor een nieuwe Bözbergtunnel. Deze tunnel is bestemd voor 4 meter korridoor op de Gotthard-Achse. De 2,7 kilometer lange dubbelsporige tunnel moet in 2020 in gebruik worden genomen. De huidige tunnel wordt hierna omgebouwd als dienst- en reddingstunnel en wordt in 2022 in gebruik genomen.

### Gesloten stations
In 1993 werd het regionaal verkeer tussen Brugg en Frick opgeheven en vervangen door een postbus.

## Treindiensten
Over de spoorlijn rijden InterRegio-treinen, S-Bahn-treinen en diverse nachttreinen. Andere langeafstandstreinen rijden via de Hauensteinlinie, al worden ook deze soms omgeleid via de Bözberg bij werkzaamheden of vertragingen.

### S-Bahn Basel
De treindiensten van de Regio S-Bahn Basel worden uitgevoerd door de SBB.

### S-Bahn Zürich
De treindiensten van de S-Bahn Zürich worden uitgevoerd door de SBB, THURBO.

## Aansluitingen
In de volgende plaatsen is of was er een aansluiting van de volgende spoorlijnen:

### Zürich HB
Zürich Hauptbahnhof (vaak afgekort als Zürich HB) is het grootste treinstation in Zürich. 

SBB-Bahnhof (spoor 3-18, 21-24, 51-54)
- Zürich - Bülach, spoorlijn tussen Zürich en Bülach
- Zürich - Zug, spoorlijn tussen Zürich en Zug
- Zürich - Winterthur (SBB), spoorlijn tussen Zürich HB en Winterthur
- Rechter Zürichseelinie (SBB), spoorlijn tussen Zürich HB en Rapperswil
- Linker Zürichseelinie (SBB), spoorlijn tussen Zürich HB en Ziegelbrücke

SZU-Bahnhof (spoor 1-2)
- Sihltalbahn (SZU), spoorlijn tussen Zürich HB en Sihlbrugg
- Uetlibergbahn (SZU), spoorlijn tussen Zürich HB en Uetliberg

## Goederenvervoer
Dagelijks rijden veel internationale goederentreinen over de Bözbergbahn die vervolgens over de Gotthardspoorlijn richting Italië lopen. Voor deze goederentreinen worden vaak elektrische locomotieven uit de serie 185, 186, 189 en 193 gebruikt. Daarvoor werden deze goederentreinen vooral met Re 4/4 II en Re 6/6 locomotieven in dubbeltractie gereden. Deze combinaties staan bekend onder de namen Re 10/10, Re 12/12 en Re 20/20.
Vroeger werden dergelijke zware goederentreinen bereden met een tussenlocomotief. Deze locomotief werd op 2400 ton gerekend vanaf de laatste wagon geplaatst. Aan de voorkant van de trein werden dan twee locomotieven geplaatst. Omdat deze tractievorm veel van het personeel vroeg werd dit concept vervangen door de SBB Re 10/10 combinatie.
Ook wordt de lijn veel bereden door lokaal goederenverkeer, waarbij vaak nog oudere tractie wordt gebruikt.

## Elektrische tractie
Het trajectdeel van Pratteln tot Brugg werd op 18 oktober 1926 geëlektrificeerd met een spanning van 15.000 volt 16 2/3 Hz wisselstroom.

## Afbeeldingen

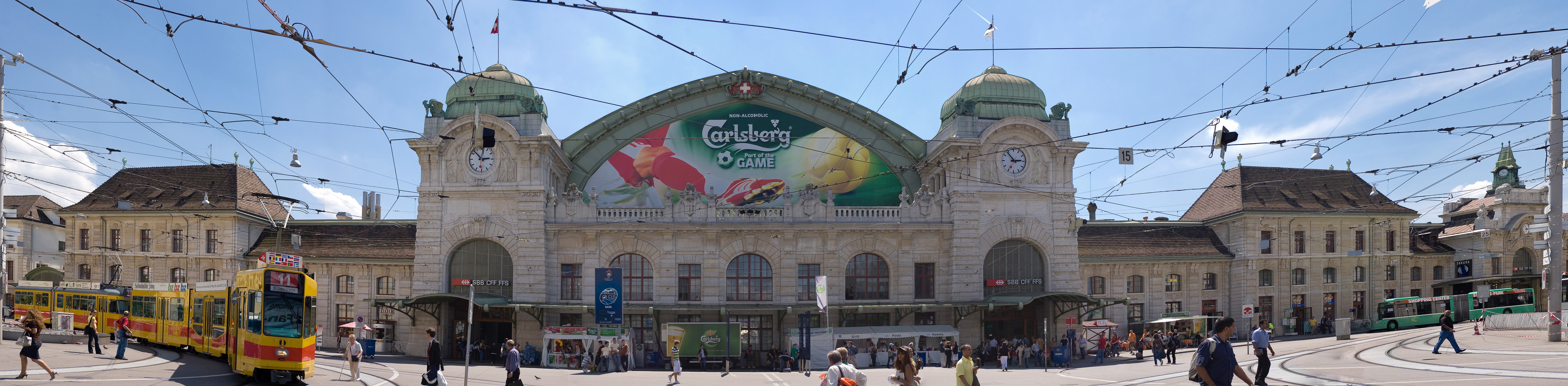
Station Basel SBB
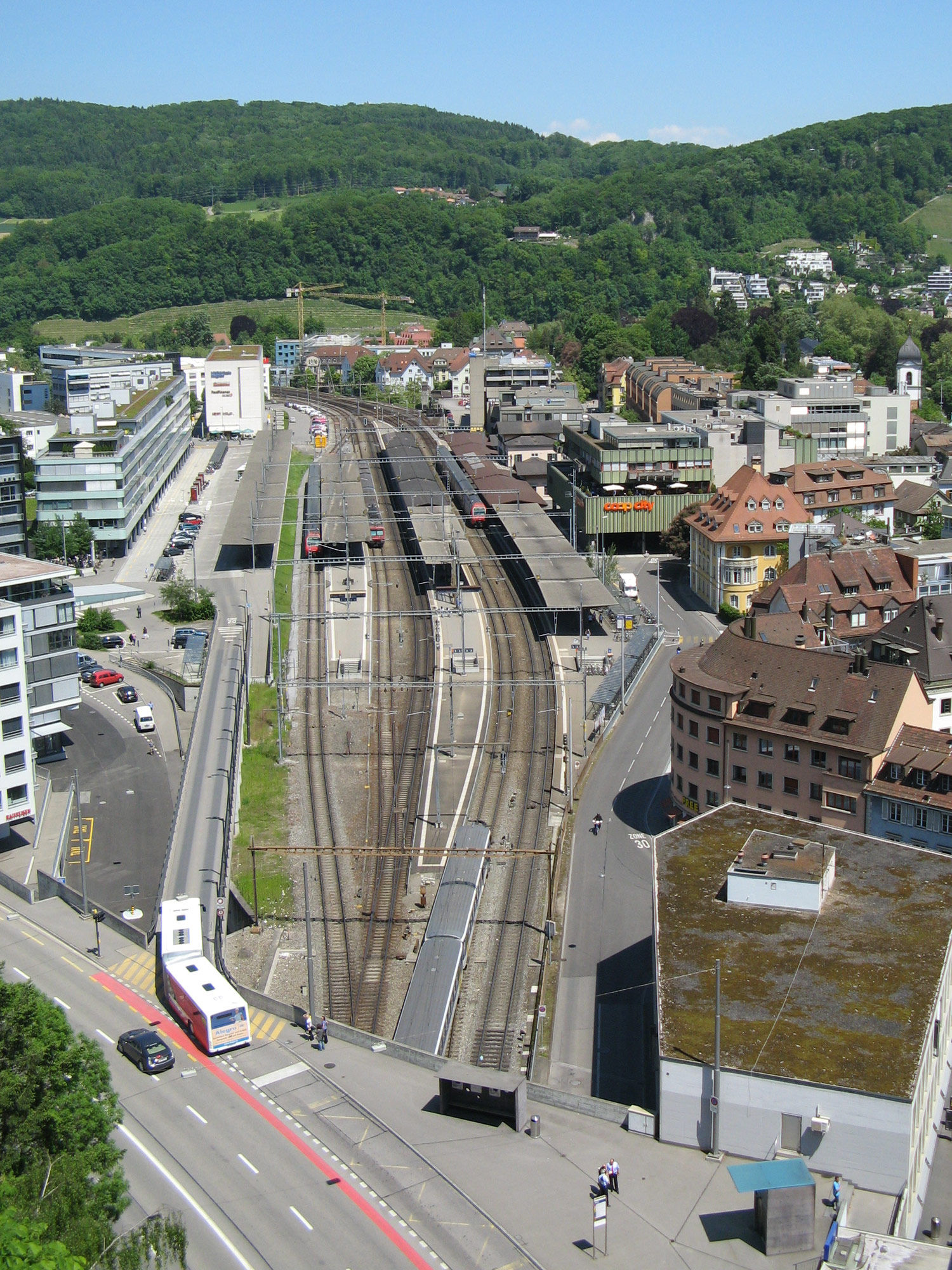
Station Baden
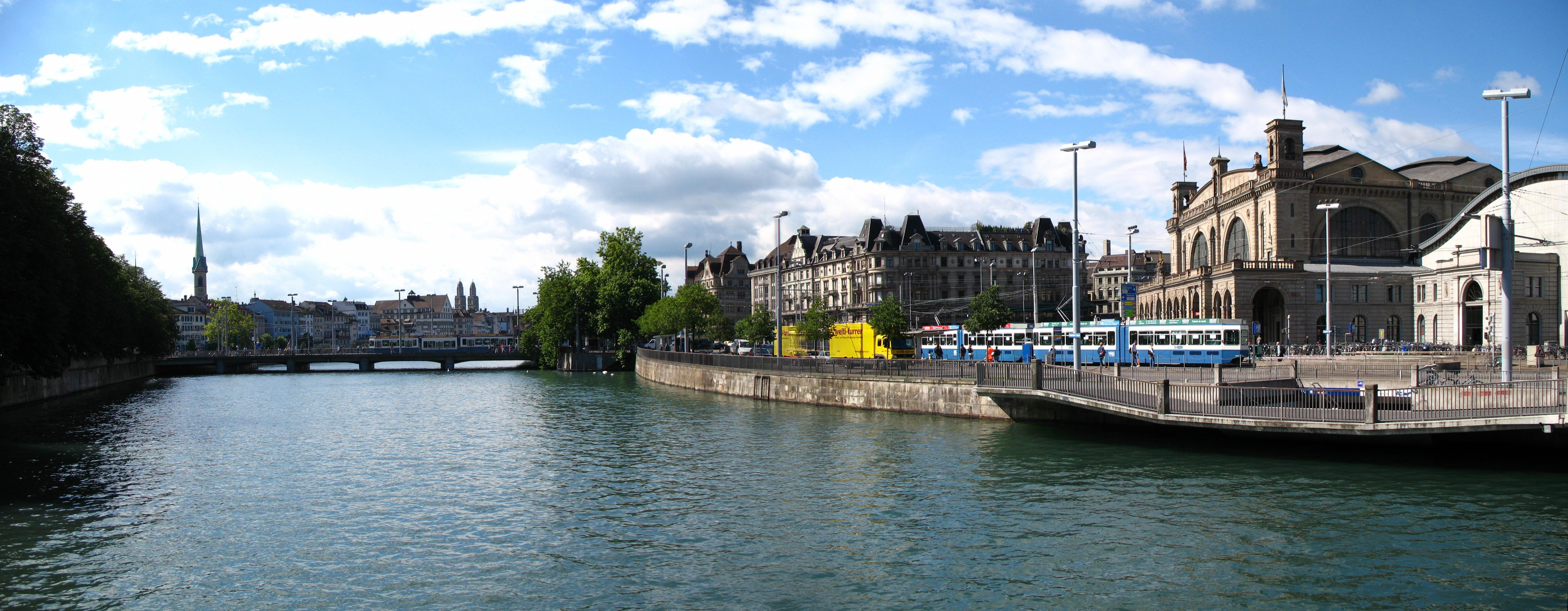
Zürich Hauptbahnhof (rechts)